# Internationaal Perscentrum Vlaanderen
Het Internationaal Perscentrum Vlaanderen (IPV) was een professioneel ontmoetingsplatform voor de mediawereld, de communicatiesector, de overheid, de zakenwereld en de privé-sector in Vlaanderen. Het IPV groeide uit de vzw Antwerps Pershuis die in 1986 werd opgericht op initiatief van de Vereniging van Beroepsjournalisten van België, afdeling Antwerpen-Limburg. De snelle evolutie van de media- en communicatiesector en het groeiend inzicht in het belang van beiden bij de overheid en de privé-sector, hebben in 2000 geleid tot de oprichting van het IPV. Naast de alternatieve journalistenvereniging Vlaamse Journalisten Vereniging hielden ook Belga en StampMedia er kantoor. 
In 2010 werd het IPV gesloten.